# Scopimera globosa
Scopimera globosa (De Haan, 1835) è un granchio appartenente alla famiglia Dotillidae.

## Distribuzione e habitat
Vive in cunicoli nella sabbia lungo le coste di Giappone (Locus typicus), Corea, Taiwan, Cina e Singapore.

## Descrizione
Non è un granchio di grandi dimensioni; i chelipedi sono lunghi circa due volte il carapace, che è più largo che lungo.

## Comportamento
Durante la bassa marea esce dai cunicoli nella sabbia dove vive, in cerca di cibo. Per trovare gli organismi di cui si nutre setaccia la sabbia formando delle caratteristiche "palline".